# Їнтань
Їнтань (кит. спр. 鹰潭市, піньїнь: Yīngtán Shì) — місто-округ в центральнокитайській провінції Цзянсі.

## Географія
Їнтань розташовується у західній частині провінції, лежить на річці Сінцзян.

### Клімат
Місто знаходиться у зоні, котра характеризується вологим субтропічним кліматом. Найтепліший місяць — липень із середньою температурою 30,1 °C. Найхолодніший місяць — січень, із середньою температурою 6,1 °С.
| Клімат Їнтаня           | Клімат Їнтаня | Клімат Їнтаня | Клімат Їнтаня | Клімат Їнтаня | Клімат Їнтаня | Клімат Їнтаня | Клімат Їнтаня | Клімат Їнтаня | Клімат Їнтаня | Клімат Їнтаня | Клімат Їнтаня | Клімат Їнтаня | Клімат Їнтаня |
| Показник                | Січ.          | Лют.          | Бер.          | Квіт.         | Трав.         | Черв.         | Лип.          | Серп.         | Вер.          | Жовт.         | Лист.         | Груд.         | Рік           |
| Середній максимум, °C   | 9,9           | 12,6          | 16,7          | 23,3          | 28,2          | 30,7          | 35            | 34,2          | 30,6          | 25,3          | 18,8          | 12,7          | 23,2          |
| Середня температура, °C | 6,1           | 8,6           | 12,3          | 18,5          | 23,4          | 26,3          | 30,1          | 29,3          | 25,8          | 20,4          | 14,1          | 8             | 18,6          |
| Середній мінімум, °C    | 3,4           | 5,9           | 9,2           | 15            | 19,7          | 23,1          | 26,2          | 25,5          | 22,2          | 16,9          | 10,7          | 4,7           | 15,2          |
| Норма опадів, мм        | 74.8          | 96.4          | 148           | 218.2         | 209.1         | 263.9         | 189.2         | 122           | 85.6          | 72.6          | 78.4          | 43.6          | 1601.8        |
| Вологість повітря, %    | 78            | 79            | 79            | 77            | 75            | 78            | 71            | 74            | 75            | 74            | 76            | 74            | 76            |
| ----------------------- | ------------- | ------------- | ------------- | ------------- | ------------- | ------------- | ------------- | ------------- | ------------- | ------------- | ------------- | ------------- | ------------- |
| Джерело: data.cma.cn    |               |               |               |               |               |               |               |               |               |               |               |               |               |